# Eduardo Abaroa (provins)

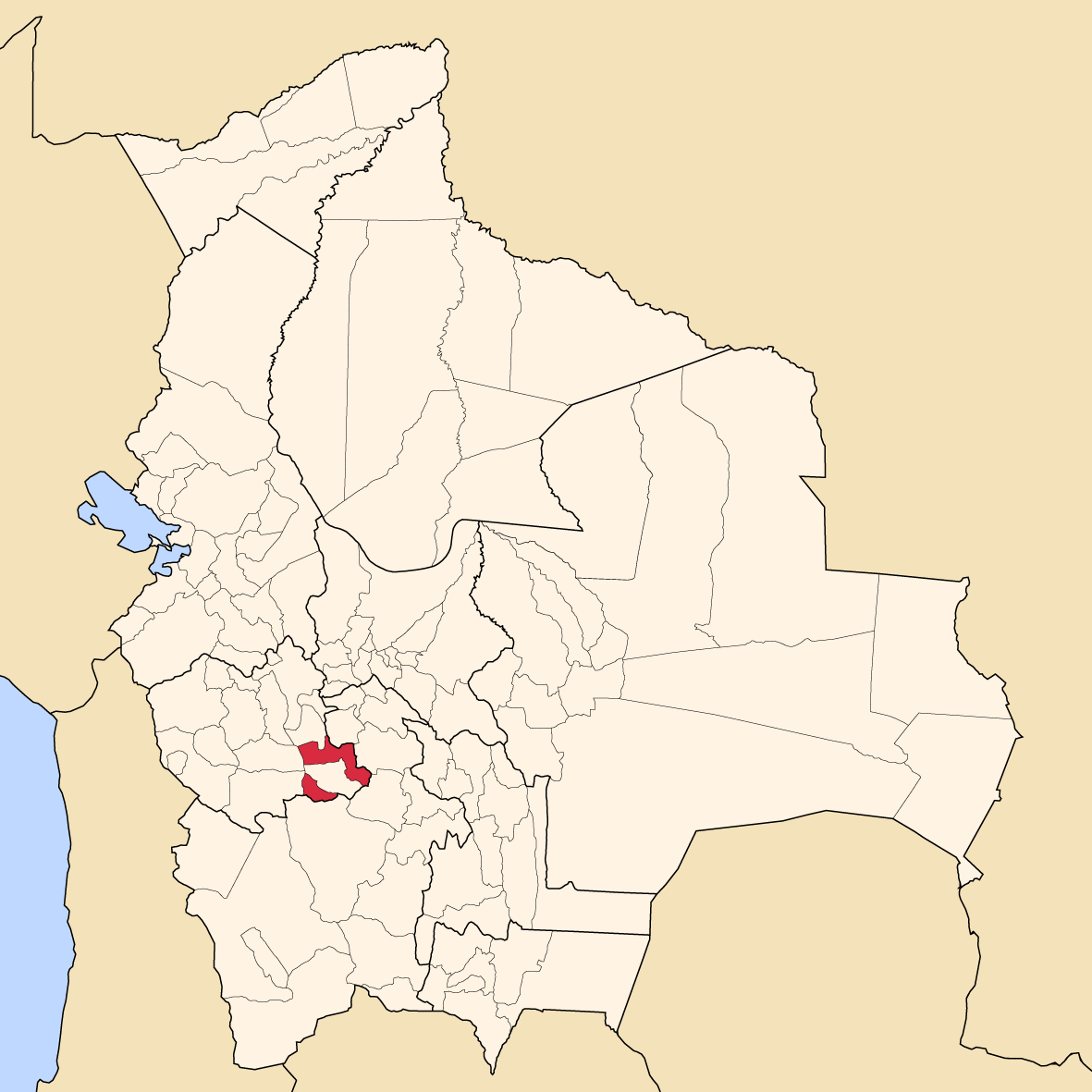
Provinsens läge i Bolivia

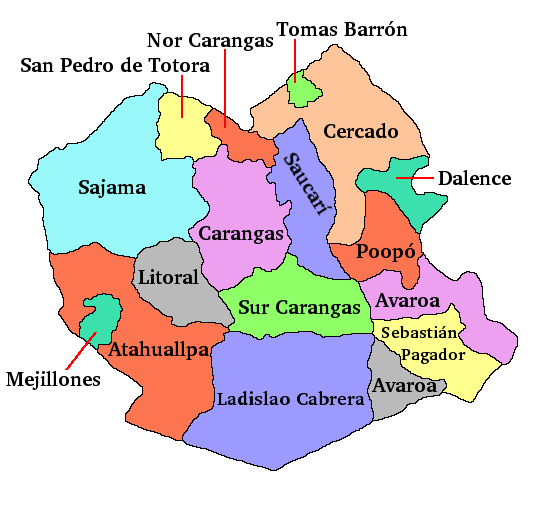
Provinser i Oruro

Eduardo Abaroa, ibland Eduardo Avaroa, är en provins i departementet Oruro i Bolivia. Den administrativa huvudorten är Challapata. Provinsen är uppkallad efter Eduardo Abaroa (1838–1879).